# Сутрио
Сутрио (итал. Sutrio) —  коммуна в Италии, располагается в регионе Фриули-Венеция-Джулия, в провинции Удине.
Население составляет 1373 человека (2008 г.), плотность населения составляет 66 чел./км². Занимает площадь 21 км². Почтовый индекс — 33020. Телефонный код — 0433.
Покровителем коммуны почитается  священномученик Власий Севастийский, празднование 3 февраля.

## Демография
Динамика населения:

## Администрация коммуны
- Официальный сайт: http://www.comune.sutrio.ud.it/